# Colonia Tenochtitlan
Colonia Tenochtitlan är en ort i Mexiko.   Den ligger i kommunen Cuernavaca och delstaten Morelos, i den sydöstra delen av landet, 60 km söder om huvudstaden Mexico City. Colonia Tenochtitlan ligger 1 502 meter över havet och antalet invånare är 179.
Terrängen runt Colonia Tenochtitlan är huvudsakligen kuperad, men österut är den platt. Runt Colonia Tenochtitlan är det mycket tätbefolkat, med 3 134 invånare per kvadratkilometer. Närmaste större samhälle är Cuernavaca, 2,9 km nordost om Colonia Tenochtitlan. Omgivningarna runt Colonia Tenochtitlan är en mosaik av jordbruksmark och naturlig växtlighet.